# NGC 137
NGC 137 est une galaxie lenticulaire située dans la constellation des Poissons. NGC 137 a été découverte par l'astronome germano-britannique William Herschel en 1785.

## Caractéristiques
Sa vitesse par rapport au fond diffus cosmologique est de 4 927 ± 39 km/s, ce qui correspond à une distance de Hubble de 72,7 ± 5,1 Mpc (∼237 millions d'al).